# アルシャ族
アルシャ族（アルシャぞく、Arusha）は、タンザニアに住む部族。赤い土を体に塗って身体を飾っている。

## 居住地
タンザニア北部のメル山の山腹に住む。

## 生活
灌漑を行っており、主食のトウモロコシ・雑穀の他、換金作物のコーヒー・タマネギを栽培している。
男は毛布、女は皮を衣服としている。

## 宗教
日頃祖先を崇拝する一方で、至高神をあがめてもいる。